# Naisten SM-sarja 2012/13
Die Saison 2012/13 war die 31. Austragung der höchsten finnischen Fraueneishockeyliga, der Naisten SM-sarja. Die Ligadurchführung erfolgt durch den finnischen Eishockeybund Suomen Jääkiekkoliitto. SM ist eine Abkürzung für suomenmestaruus (deutsch: Finnische Meisterschaft).

## Modus
Zunächst spielten alle Mannschaften eine Doppelrunde mit zwei Hin- und Rückspielen. Die letzten beiden Mannschaften dieser Runde nahmen an der Relegation mit Vertretern der zweithöchsten Liga teil. Die beiden besten Teams waren direkt für das Halbfinale qualifiziert. Die anderen vier spielten untereinander die zwei weiteren Halbfinalplätze aus. Die Play-offs wurden im Modus Best-of-Five durchgeführt. Um den Platz 3 gab es lediglich ein Spiel.

## Hauptrunde
Die Vorrunde wurde mit allen Teilnehmern in einer einfachen Hin- und Rückrunde ausgetragen. Die Mannschaften auf den ersten sechs Plätzen qualifizierten sich für die Finalrunde. Die letzten drei mussten um den Klassenerhalt in der Relegation kämpfen.

### Tabelle
| Platz | Name            | Spiele | S3 | S2 | N1 | N0 | Punkte | Tore    |
| ----- | --------------- | ------ | -- | -- | -- | -- | ------ | ------- |
| 1.    | Espoo Blues     | 28     | 23 | 2  | 0  | 3  | 73     | 151:054 |
| 2.    | JYP Jyväskylä   | 28     | 22 | 1  | 2  | 3  | 70     | 115:031 |
| 3.    | Ilves Tampere   | 28     | 14 | 2  | 4  | 8  | 50     | 097:070 |
| 4.    | Kärpät Oulu     | 28     | 12 | 3  | 3  | 10 | 45     | 126:066 |
| 5.    | Team Oriflame   | 28     | 11 | 2  | 0  | 15 | 37     | 067:092 |
| 6.    | HPK Hämeenlinna | 28     | 9  | 3  | 2  | 14 | 35     | 083:078 |
| 7.    | KalPa Kuopio    | 28     | 6  | 2  | 4  | 16 | 16     | 090:122 |
| 8.    | Salo HT         | 28     | 0  | 0  | 0  | 28 | 0      | 029:245 |

### Beste Scorerinnen
| Pl. | Spielerin        | Klub   | Tore | Assists | Punkte |
| --- | ---------------- | ------ | ---- | ------- | ------ |
| 1.  | Anne Helin       | Kärpät | 38   | 31      | 69     |
| 2.  | Linda Välimäki   | Blues  | 35   | 30      | 65     |
| 3.  | Annina Rajahuhta | Blues  | 25   | 29      | 54     |
| 4.  | Saija Tarkki     | Kärpät | 21   | 32      | 53     |
| 5.  | Terhi Mertanen   | Blues  | 10   | 37      | 47     |
| 6.  | Riikka Noronen   | HPK    | 15   | 30      | 45     |
| 7.  | Tanja Niskanen   | KalPa  | 24   | 18      | 42     |
| 8.  | Venla Hovi       | KalPa  | 19   | 20      | 39     |
| 9.  | Saila Saari      | JYP    | 15   | 24      | 39     |
| 10. | Pia Lund         | Blues  | 16   | 22      | 38     |

## Relegation
In der Relegation traten die beiden Letzten der Naisten SM-sarja gegen die Besten der Divisioona an.
| Platz | Name         | Spiele | S3 | S2 | N1 | N0 | Punkte | Tore  |
| ----- | ------------ | ------ | -- | -- | -- | -- | ------ | ----- |
| 1.    | KalPa Kuopio | 10     | 9  | 0  | 0  | 1  | 27     | 81:23 |
| 2.    | KJT Hockey   | 10     | 8  | 0  | 0  | 2  | 24     | 65:33 |
| 3.    | Lukko Rauma  | 10     | 7  | 0  | 0  | 3  | 21     | 50:30 |
| 4.    | Salo HT      | 10     | 3  | 0  | 0  | 4  | 9      | 34:59 |
| 5.    | Kiekko-Oulu  | 10     | 3  | 0  | 0  | 4  | 9      | 51:53 |
| 6.    | Blues EKS    | 10     | 0  | 0  | 0  | 10 | 0      | 10:93 |

## Play-offs

### Viertelfinale
In den Viertelfinalspielen vom 19. bis 26. März 2013 qualifizierten sich neben den bereits gesetzten Mannschaften die Teams aus Tampere und Oulu.
|                                 | Serie | 1                   | 2                   | 3                   | 4 | 5 |
| ------------------------------- | ----- | ------------------- | ------------------- | ------------------- | - | - |
| Ilves Tampere – HPK Hämeenlinna | 3:0   | 3:1 (0:0, 2:0, 1:1) | 4:1 (1:0, 1:0, 2:1) | 1:0 (0:0, 0:0, 1:0) | – | – |
| Kärpät Oulu – Team Oriflame     | 3:0   | 4:2 (2:0, 2:1, 0:1) | 4:1 (1:0, 2:0, 1:1) | 4:0 (0:0, 1:0, 3:0) | – | – |

### Halbfinale
Die Spiele des Halbfinales fanden am 3., 5., 7. und 9. März 2013 nach dem Modus Best-of-Five statt. Es wurden jeweils drei Spiele ausgetragen.
|                               | Serie | 1                   | 2                   | 3                             | 4                   | 5 |
| ----------------------------- | ----- | ------------------- | ------------------- | ----------------------------- | ------------------- | - |
| Espoo Blues – Kärpät Oulu     | 3:1   | 1:2 (0:1, 1:1, 0:0) | 4:1 (1:0, 0:1, 3:0) | 4:0 (2:0, 1:0, 1:0)           | 7:0 (3:0, 2:0, 2:0) | – |
| JYP Jyväskylä – Ilves Tampere | 3:0   | 2:1 (0:0, 2:1, 0:0) | 4:0 (1:0, 2:0, 1:0) | 3:2 n.V. (0:0, 1:1, 1:1, 1:0) | –                   | – |

### Spiel um Platz 3
Um den dritten Platz wurde lediglich ein Spiel am 16. März 2013 ausgetragen.
| 16. März 2013 | Ilves Tampere | 1:4 (0:2, 0:1, 1:1) Spielbericht | Kärpät Oulu |  |

### Finale
Die Finalserie wurde am 12., 14., 16., 19. und 21. März 2013 ausgetragen. Die Entscheidung fiel erst nach fünf Spielen.
|                             | Serie | 1                   | 2                             | 3                   | 4                   | 5                   |
| --------------------------- | ----- | ------------------- | ----------------------------- | ------------------- | ------------------- | ------------------- |
| Espoo Blues – JYP Jyväskylä | 3:2   | 3:0 (1:0, 2:0, 0:0) | 4:5 (0:2, 1:0, 3:2, 0:0, 0:1) | 1:3 (0:2, 0:0, 1:1) | 1:0 (0:0, 1:0, 0:0) | 2:0 (0:0, 1:0, 1:0) |

### Beste Scorerinnen der Playoffs
| Spielerin        | Klub   | Tore | Vorlagen | Punkte |
| ---------------- | ------ | ---- | -------- | ------ |
| Emma Nuutinen    | Blues  | 4    | 7        | 11     |
| Linda Välimäki   | Blues  | 6    | 4        | 10     |
| Saija Tarkki     | Kärpät | 4    | 5        | 9      |
| Jenni Hiirikoski | JYP    | 2    | 6        | 8      |
| Rosa Lindstedt   | JYP    | 6    | 1        | 7      |
| Meiju Sinkkonen  | JYP    | 3    | 4        | 7      |
| Nina Tikkinen    | Kärpät | 3    | 4        | 7      |
| Emma Terho       | Blues  | 2    | 5        | 7      |
| Anne Helin       | Kärpät | 2    | 5        | 7      |